# 940 TCN
940 TCN là một năm trong lịch La Mã.